# Rysler
En rysler eller en ryssel er en legetøjsartikel eller festartikel i form af en aflang smal pose af tyndt, farvestrålende papir holdt sammenrullet ved en indlagt fjeder og forsynet med et mundstykke, som man kan blæse i for at få posen til at folde sig ud som en elefantsnabel, mens den laver en hylende lyd. Når luftstrømmen ophører folder rysselen sig sammen igen ved hjælp af den indlagte fjeder på samme måde som en kamæleons tunge.
Ordet rysler blev optaget i retskrivningsordbogens 1. udgave 1986. Anders Matthesen brugte ordet i sit show Anden Vender Tilbage (2008-2009), og i 1975 blev ordet brugt af butikskæden Irma. Politiken bragte i 1941 en artikel, hvor ordet også er brugt. Ordet rysler svarer til det tyske "Rüssel", der betyder snabel.